# Дорошенко Іван Васильович
Іва́н Васи́льович Дороше́нко (нар. 1 червня 1942, хутір Міжріченський Павловського району Краснодарського краю) — театрознавець, заслужений діяч мистецтв України (1994), народний артист України (2003), заступник голови правління Київського відділення Спілки театральних діячів України.

## Життєпис
1980 року закінчив Київський державний інститут театрального мистецтва ім. І.Карпенка-Карого.
В 1972—1978 роках працює директором Київського об'єднання музичних ансамблів.
З 1979 по 1982 рік — директор Державного духового оркестру УРСР, в 1983—1989 працює директором Державного дитячого музичного театру.
У 1989—1992 роках він — директор-розпорядник Київського державного театру опери та балету ім. Т.Шевченка.
У 1992—2013 роках працював на посаді директора Київського державного музичного театру для дітей та юнацтва.
З 19 квітня 2012 року — директор Київського хореографічного училища.